# إف سي أم إف1
إف سي أم  إف1 دبابة فرنسية فائقة الثقل. طورت خلال فترة ما بين الحربين العالميتين من قبل شركة (Forges and Chantiers de la Méditerranée)، تم طلب 12 دبابة عام 1940 لإستبدالها بدبابة تشار 2 سي ولكن هزمت فرنسا قبل أن يتم البدأ بالبناء، وتم إنجاز بناء نموذج خشبي للدبابة. كانت الدبابة طويلة ومزودة ببرجين واحد في المقدمة وواحد في المؤخرة، بمدفع عالي السرعة لكل برج . كان البرج الخلفي أعلى فيمكنه إطلاق النار من فوق البرج اللذي في المقدمة. كان الهدف من تصميم الدبابة أن تكون مدرعة بشدة، حجمها وتدريعها صمم وفقا لمعايير الأربعينيات، بوزن يقارب 140 طن فإنها تعتبر أثقل دبابة تم طلبها للتصنيع.

تصميم ثنائي الأبعاد للدبابة